# Vingt-deuxième district congressionnel de Floride
Le 22e district congressionnel de Floride est un district situé dans le sud-est de la Floride. Dans le cycle de redécoupage de 2020, il a été désigné comme successeur du 21e district précédent et comprend Palm Beach, West Palm Beach, Boynton Beach et Delray Beach, ainsi que le comté non incorporé de Palm Beach. L'itération précédente du 22e district, qui s'étendait de Fort Lauderdale à Boca Raton, a été rebaptisée 23e district.
Le district a été créé en 1993 en réponse au recensement américain de 1990, principalement à partir de l'ancien 15e district. E. Clay Shaw, Jr., qui représentait le 15e et ses prédécesseurs depuis 1981, a représenté ce district jusqu'en 2007, date à laquelle il a perdu sa réélection face au démocrate Ron Klein. Cependant, Klein lui-même a été évincé par le républicain Allen West lors des élections de mi-mandat de 2010. Après que le redécoupage a rendu le 22e plus convivial pour les démocrates, West a quitté le district pour une tentative infructueuse de réélection dans le 18e district.
Le 22e district a été le centre de l'élection présidentielle contestée de 2000 en Floride et du redécoupage qui a suivi. De 2017 à 2023, le district englobait le littoral du comté de Broward jusqu'au sud du comté de Palm Beach et comprenait Boca Raton, Fort Lauderdale, Coral Springs et une partie de Pompano Beach. Il comprenait également la Florida Atlantic University et Port Everglades, le troisième port de croisière le plus fréquenté au monde.
Le nouveau district est représenté par la démocrate Lois Frankel, titulaire du 21e district qui a été réélu en 2022. Son collègue démocrate Ted Deutch a représenté l'ancien 22e district à partir de 2017 après avoir été redécoupé du 21e district de Floride jusqu'à sa démission en septembre 2022.
Le nouveau 22e district compte l’une des plus grandes populations de Juifs américains du pays. En 2020, l’élection entre deux candidates juives, la représentante démocrate sortante Lois Frankel et la militante de droite Laura Loomer, pour ce qui était alors le 21e district, a attiré l’attention nationale. Loomer a utilisé l'imagerie de l'holocauste et le yiddish pour attaquer Frankel en le considérant comme un adversaire des intérêts juifs.

## Démographie
- Homme : 48,8 %

- Femme : 51,2 %

- Âge médian : 43,0

- 18 ans et plus : 81,1 %

- 65 ans et plus : 20,8 %

- Employés : 58,1 %

- Revenu médian des ménages : 51 200 $

- Familles sous le seuil de pauvreté : 4,6 %

- Baccalauréat ou supérieur : 34,1 %

## Géographie
| #  | Comté      | Siège           | Population |
| -- | ---------- | --------------- | ---------- |
| 99 | Palm Beach | West Palm Beach | 1 533 801  |

### Villes de 10 000 habitants ou plus
- West Palm Beach - 120 932
- Boynton Beach - 80 380
- Delray Beach - 66 846
- Wellington - 61 637
- Greenacres - 43 990
- Lake Worth Beach - 42 219
- Palm Springs - 26 890
- Lantana - 11 504

### 2 500-10 000 habitants
- Palm Beach - 9 235
- San Castle - 3 755
- Lake Clarke Shores - 3 564
- Hypoluxo - 2 687
- Seminole Manor - 2 562

## Historique de vote
| Année | Poste     | Résultats               |
| ----- | --------- | ----------------------- |
| 2000  | Président | Gore 52,0 % – 48,0 %    |
| 2004  | Président | Kerry 52,0 % – 48,0 %   |
| 2008  | Président | Obama 52,0 % – 48,0 %   |
| 2012  | Président | Obama 54,0 % – 43,0 %   |
| 2016  | Président | Clinton 56,0 % – 41,0 % |
| 2020  | Président | Biden 57,0 % – 42,0 %   |

## Liste des représentants du district
| Membre                            | Parti       | Années                             | Congrès     | Histoire électorale | Zone géographique                                                 |  |
| --------------------------------- | ----------- | ---------------------------------- | ----------- | --- | ----------------------------------------------------------------- |  |
| District établi le 3 janvier 1993 |             |                                    |             | |                                                                   |  |
| Clay Shaw (en)                    | Républicain | 3 janvier 1993 - 3 janvier 2007    | 103e - 109e | Redécoupage depuis le 15e district et réélu en 1992. Réélu en 1994. Réélu en 1996. Réélu en 1998. Réélu en 2000. Réélu en 2002. Réélu en 2004. Perd sa réélection. | 1993–2003 Parties des Comtés de Broward, Miami-Dade et Palm Beach |  |
| Clay Shaw (en)                    | Républicain | 3 janvier 1993 - 3 janvier 2007    | 103e - 109e | Redécoupage depuis le 15e district et réélu en 1992. Réélu en 1994. Réélu en 1996. Réélu en 1998. Réélu en 2000. Réélu en 2002. Réélu en 2004. Perd sa réélection. | 2003–2013 Parties des Comtés de Broward et Palm Beach             |  |
| Ron Klein (en)                    | Démocrate   | 3 janvier 2007 - 3 janvier 2011    | 110e , 111e | Élu en 2006. Réélu en 2008. Perd sa réélection. |                                                                   |  |
| Allen West                        | Républicain | 3 janvier 2011 - 3 janvier 2013    | 112e        | Élu en 2010. Redécoupage vers le 18e district et perd sa réélection.                                                                                               |                                                                   |  |
| Lois Frankel                      | Démocrate   | 3 janvier 2013 - 3 janvier 2017    | 113e , 114e | Élue en 2012. Réélue en 2014. Redécoupage vers le 21e district. | 2013–2017 Parties des Comtés de Broward et Palm Beach             |  |
| Ted Deutch                        | Démocrate   | 3 janvier 2017 - 30 septembre 2022 | 115e - 117e | Redécoupage depuis le 21e district et réélu en 2016. Réélu en 2018. Réélu en 2020. Se retire et démissionne pour devenir le PDG du Comité Juif Américain.          | 2017–2023 Parties des Comtés de Broward et Palm Beach             |  |
| Vacant                            | Vacant      | 30 septembre 2022 - 3 janvier 2023 | 117e        | | 2017–2023 Parties des Comtés de Broward et Palm Beach             |  |
| Lois Frankel                      | Démocrate   | 3 janvier 2023 - en cours          | 118e        | Redécoupage depuis le 21e district et réélue en 2022. | 2023–en cours Sud-Est de la Floride                               |  |

## Résultats des récentes élections
Voici les résultats des dix précédents cycles électoraux dans le district.

### 2004
| Élection de 2004 du 22e district congressionnel de Floride | Élection de 2004 du 22e district congressionnel de Floride | Élection de 2004 du 22e district congressionnel de Floride | Élection de 2004 du 22e district congressionnel de Floride | Élection de 2004 du 22e district congressionnel de Floride |
| ---------------------------------------------------------- | ---------------------------------------------------------- | ---------------------------------------------------------- | ---------------------------------------------------------- | ---------------------------------------------------------- |
| Parti                                                      | Parti                                                      | Candidat                                                   | Votes                                                      | %                                                          |
|                                                            | Républicain                                                | Clay Shaw (en) (sortant)                                   | 192 581                                                    | 62,79                                                      |
|                                                            | Démocrate                                                  | Robin Rorapaugh                                            | 108 258                                                    | 35,30                                                      |
|                                                            | Constitution                                               | Jack McLain                                                | 5 260                                                      | 1,72                                                       |
|                                                            | No Party                                                   | Autres                                                     | 18                                                         | 0,01                                                       |
| Total des votes                                            | Total des votes                                            | Total des votes                                            | 306 726                                                    | 100 %                                                      |
|                                                            | Les Républicains conservent                                |                                                            |                                                            |                                                            |

### 2006
| Élection de 2006 du 22e district congressionnel de Floride | Élection de 2006 du 22e district congressionnel de Floride | Élection de 2006 du 22e district congressionnel de Floride | Élection de 2006 du 22e district congressionnel de Floride | Élection de 2006 du 22e district congressionnel de Floride |
| ---------------------------------------------------------- | ---------------------------------------------------------- | ---------------------------------------------------------- | ---------------------------------------------------------- | ---------------------------------------------------------- |
| Parti                                                      | Parti                                                      | Candidat                                                   | Votes                                                      | %                                                          |
|                                                            | Démocrate                                                  | Ron Klein (en)                                             | 108 688                                                    | 50,88                                                      |
|                                                            | Républicain                                                | Clay Shaw (en) (sortant)                                   | 100 663                                                    | 47,13                                                      |
|                                                            | Indépendant                                                | Neil Evangelista                                           | 4 254                                                      | 1,99                                                       |
| Total des votes                                            | Total des votes                                            | Total des votes                                            | 213 605                                                    | 100 %                                                      |
|                                                            | Les Démocrates prennent aux Républicains                   |                                                            |                                                            |                                                            |

### 2008
| Élection de 2006 du 22e district congressionnel de Floride | Élection de 2006 du 22e district congressionnel de Floride | Élection de 2006 du 22e district congressionnel de Floride | Élection de 2006 du 22e district congressionnel de Floride | Élection de 2006 du 22e district congressionnel de Floride |
| ---------------------------------------------------------- | ---------------------------------------------------------- | ---------------------------------------------------------- | ---------------------------------------------------------- | ---------------------------------------------------------- |
| Parti                                                      | Parti                                                      | Candidat                                                   | Votes                                                      | %                                                          |
|                                                            | Démocrate                                                  | Ron Klein (en) (sortant)                                   | 169 041                                                    | 54,68                                                      |
|                                                            | Républicain                                                | Allen B. West                                              | 140 104                                                    | 45,32                                                      |
| Total des votes                                            | Total des votes                                            | Total des votes                                            | 309 145                                                    | 100 %                                                      |
|                                                            | Les Démocrates prennent aux Républicains                   |                                                            |                                                            |                                                            |

### 2010
| Élection de 2010 du 22e district congressionnel de Floride | Élection de 2010 du 22e district congressionnel de Floride | Élection de 2010 du 22e district congressionnel de Floride | Élection de 2010 du 22e district congressionnel de Floride | Élection de 2010 du 22e district congressionnel de Floride |
| ---------------------------------------------------------- | ---------------------------------------------------------- | ---------------------------------------------------------- | ---------------------------------------------------------- | ---------------------------------------------------------- |
| Parti                                                      | Parti                                                      | Candidat                                                   | Votes                                                      | %                                                          |
|                                                            | Républicain                                                | Allen B. West                                              | 118 890                                                    | 54,36                                                      |
|                                                            | Démocrate                                                  | Ron Klein (en) (sortant)                                   | 99 804                                                     | 45,64                                                      |
| Total des votes                                            | Total des votes                                            | Total des votes                                            | 218 694                                                    | 100 %                                                      |
|                                                            | Les Républicains prennent aux Démocrates                   |                                                            |                                                            |                                                            |

### 2012
| Élection de 2012 du 22e district congressionnel de Floride | Élection de 2012 du 22e district congressionnel de Floride | Élection de 2012 du 22e district congressionnel de Floride | Élection de 2012 du 22e district congressionnel de Floride | Élection de 2012 du 22e district congressionnel de Floride |
| ---------------------------------------------------------- | ---------------------------------------------------------- | ---------------------------------------------------------- | ---------------------------------------------------------- | ---------------------------------------------------------- |
| Parti                                                      | Parti                                                      | Candidat                                                   | Votes                                                      | %                                                          |
|                                                            | Démocrate                                                  | Lois Frankel                                               | 171 021                                                    | 54,6                                                       |
|                                                            | Républicain                                                | Adam Hasner                                                | 142 050                                                    | 45,4                                                       |
| Total des votes                                            | Total des votes                                            | Total des votes                                            | 305 636                                                    | 100 %                                                      |
|                                                            | Les Démocrates prennent aux Républicains                   |                                                            |                                                            |                                                            |

### 2014
| Élection de 2014 du 22e district congressionnel de Floride | Élection de 2014 du 22e district congressionnel de Floride | Élection de 2014 du 22e district congressionnel de Floride | Élection de 2014 du 22e district congressionnel de Floride | Élection de 2014 du 22e district congressionnel de Floride |
| ---------------------------------------------------------- | ---------------------------------------------------------- | ---------------------------------------------------------- | ---------------------------------------------------------- | ---------------------------------------------------------- |
| Parti                                                      | Parti                                                      | Candidat                                                   | Votes                                                      | %                                                          |
|                                                            | Démocrate                                                  | Lois Frankel (sortante)                                    | 125 404                                                    | 58,0                                                       |
|                                                            | Républicain                                                | Paul Spain                                                 | 90 685                                                     | 42,0                                                       |
|                                                            | No Party                                                   | Autres                                                     | 7                                                          | 0,00                                                       |
| Total des votes                                            | Total des votes                                            | Total des votes                                            | 216 096                                                    | 100 %                                                      |
|                                                            | Les Démocrates conservent                                  |                                                            |                                                            |                                                            |

### 2016
| Élection de 2016 du 22e district congressionnel de Floride | Élection de 2016 du 22e district congressionnel de Floride | Élection de 2016 du 22e district congressionnel de Floride | Élection de 2016 du 22e district congressionnel de Floride | Élection de 2016 du 22e district congressionnel de Floride |
| ---------------------------------------------------------- | ---------------------------------------------------------- | ---------------------------------------------------------- | ---------------------------------------------------------- | ---------------------------------------------------------- |
| Parti                                                      | Parti                                                      | Candidat                                                   | Votes                                                      | %                                                          |
|                                                            | Démocrate                                                  | Ted Deutch                                                 | 199 113                                                    | 58,9                                                       |
|                                                            | Républicain                                                | Andrea McGee                                               | 138 737                                                    | 41,1                                                       |
| Total des votes                                            | Total des votes                                            | Total des votes                                            | 337 850                                                    | 100 %                                                      |
|                                                            | Les Démocrates conservent                                  |                                                            |                                                            |                                                            |

### 2018
| Élection de 2018 du 22e district congressionnel de Floride | Élection de 2018 du 22e district congressionnel de Floride | Élection de 2018 du 22e district congressionnel de Floride | Élection de 2018 du 22e district congressionnel de Floride | Élection de 2018 du 22e district congressionnel de Floride |
| ---------------------------------------------------------- | ---------------------------------------------------------- | ---------------------------------------------------------- | ---------------------------------------------------------- | ---------------------------------------------------------- |
| Parti                                                      | Parti                                                      | Candidat                                                   | Votes                                                      | %                                                          |
|                                                            | Démocrate                                                  | Ted Deutch (sortante)                                      | 184 634                                                    | 62,0                                                       |
|                                                            | Républicain                                                | Nicolas Kimaz                                              | 113 049                                                    | 38,0                                                       |
| Total des votes                                            | Total des votes                                            | Total des votes                                            | 297 683                                                    | 100 %                                                      |
|                                                            | Les Démocrates conservent                                  |                                                            |                                                            |                                                            |

### 2020
| Élection de 2020 du 22e district congressionnel de Floride | Élection de 2020 du 22e district congressionnel de Floride | Élection de 2020 du 22e district congressionnel de Floride | Élection de 2020 du 22e district congressionnel de Floride | Élection de 2020 du 22e district congressionnel de Floride |
| ---------------------------------------------------------- | ---------------------------------------------------------- | ---------------------------------------------------------- | ---------------------------------------------------------- | ---------------------------------------------------------- |
| Parti                                                      | Parti                                                      | Candidat                                                   | Votes                                                      | %                                                          |
|                                                            | Démocrate                                                  | Ted Deutch (sortante)                                      | 235 764                                                    | 58,60                                                      |
|                                                            | Républicain                                                | James Pruden                                               | 166 553                                                    | 41,39                                                      |
| Total des votes                                            | Total des votes                                            | Total des votes                                            | 402 317                                                    | 100 %                                                      |
|                                                            | Les Démocrates conservent                                  |                                                            |                                                            |                                                            |

### 2022
La primaire démocrate a été annulée. Lois Frankel (D-Sortante) avance vers l'élection générale.
| Primaire républicaine de 2022 du 22e district congressionnel de Floride | Primaire républicaine de 2022 du 22e district congressionnel de Floride | Primaire républicaine de 2022 du 22e district congressionnel de Floride | Primaire républicaine de 2022 du 22e district congressionnel de Floride | Primaire républicaine de 2022 du 22e district congressionnel de Floride |
| ----------------------------------------------------------------------- | ----------------------------------------------------------------------- | ----------------------------------------------------------------------- | ----------------------------------------------------------------------- | ----------------------------------------------------------------------- |
| Parti                                                                   | Parti                                                                   | Candidat                                                                | Votes                                                                   | %                                                                       |
|                                                                         | Républicain                                                             | Dan Franzese                                                            | 11 972                                                                  | 34,7                                                                    |
|                                                                         | Républicain                                                             | Deborah Adeimy                                                          | 11 842                                                                  | 34,3                                                                    |
|                                                                         | Républicain                                                             | Rod Dorilas                                                             | 6 594                                                                   | 19,1                                                                    |
|                                                                         | Républicain                                                             | Peter Arianas                                                           | 2 082                                                                   | 6,0                                                                     |
|                                                                         | Républicain                                                             | Carrie Lawlor                                                           | 2 055                                                                   | 5,9                                                                     |

| Élection de 2022 du 22e district congressionnel de Floride | Élection de 2022 du 22e district congressionnel de Floride | Élection de 2022 du 22e district congressionnel de Floride | Élection de 2022 du 22e district congressionnel de Floride | Élection de 2022 du 22e district congressionnel de Floride |
| ---------------------------------------------------------- | ---------------------------------------------------------- | ---------------------------------------------------------- | ---------------------------------------------------------- | ---------------------------------------------------------- |
| Parti                                                      | Parti                                                      | Candidat                                                   | Votes                                                      | %                                                          |
|                                                            | Démocrate                                                  | Lois Frankel (sortante)                                    | 150 010                                                    | 55,1                                                       |
|                                                            | Républicain                                                | Dan Franzese                                               | 122 194                                                    | 44,9                                                       |
| Total des votes                                            | Total des votes                                            | Total des votes                                            | 272 204                                                    | 100 %                                                      |
|                                                            | Les Démocrates conservent                                  |                                                            |                                                            |                                                            |

### 2024
La Primaire Démocrate a été annulée. Lois Frankel (D-Sortante) avance vers l'élection générale.
| Primaire Républicaine de 2024 du 22e district congressionnel de Floride | Primaire Républicaine de 2024 du 22e district congressionnel de Floride | Primaire Républicaine de 2024 du 22e district congressionnel de Floride | Primaire Républicaine de 2024 du 22e district congressionnel de Floride | Primaire Républicaine de 2024 du 22e district congressionnel de Floride |
| ----------------------------------------------------------------------- | ----------------------------------------------------------------------- | ----------------------------------------------------------------------- | ----------------------------------------------------------------------- | ----------------------------------------------------------------------- |
| Parti                                                                   | Parti                                                                   | Candidat                                                                | Votes                                                                   | %                                                                       |
|                                                                         | Républicain                                                             | Dan Franzese                                                            | 11 972                                                                  | 34,7                                                                    |
|                                                                         | Républicain                                                             | Deborah Adeimy                                                          | 11 842                                                                  | 34,3                                                                    |
|                                                                         | Républicain                                                             | Rod Dorilas                                                             | 6 594                                                                   | 19,1                                                                    |

| Élection de 2024 du 22e district congressionnel de Floride | Élection de 2024 du 22e district congressionnel de Floride | Élection de 2024 du 22e district congressionnel de Floride | Élection de 2024 du 22e district congressionnel de Floride | Élection de 2024 du 22e district congressionnel de Floride |
| ---------------------------------------------------------- | ---------------------------------------------------------- | ---------------------------------------------------------- | ---------------------------------------------------------- | ---------------------------------------------------------- |
| Parti                                                      | Parti                                                      | Candidat                                                   | Votes                                                      | %                                                          |
|                                                            | Démocrate                                                  | Lois Frankel (sortante)                                    | 201 608                                                    | 55,0                                                       |
|                                                            | Républicain                                                | Dan Franzese                                               | 165 248                                                    | 45,0                                                       |
| Total des votes                                            | Total des votes                                            | Total des votes                                            | 366 856                                                    | 100 %                                                      |
|                                                            | Les Démocrates conservent                                  |                                                            |                                                            |                                                            |